# Muzyka mikrotonowa

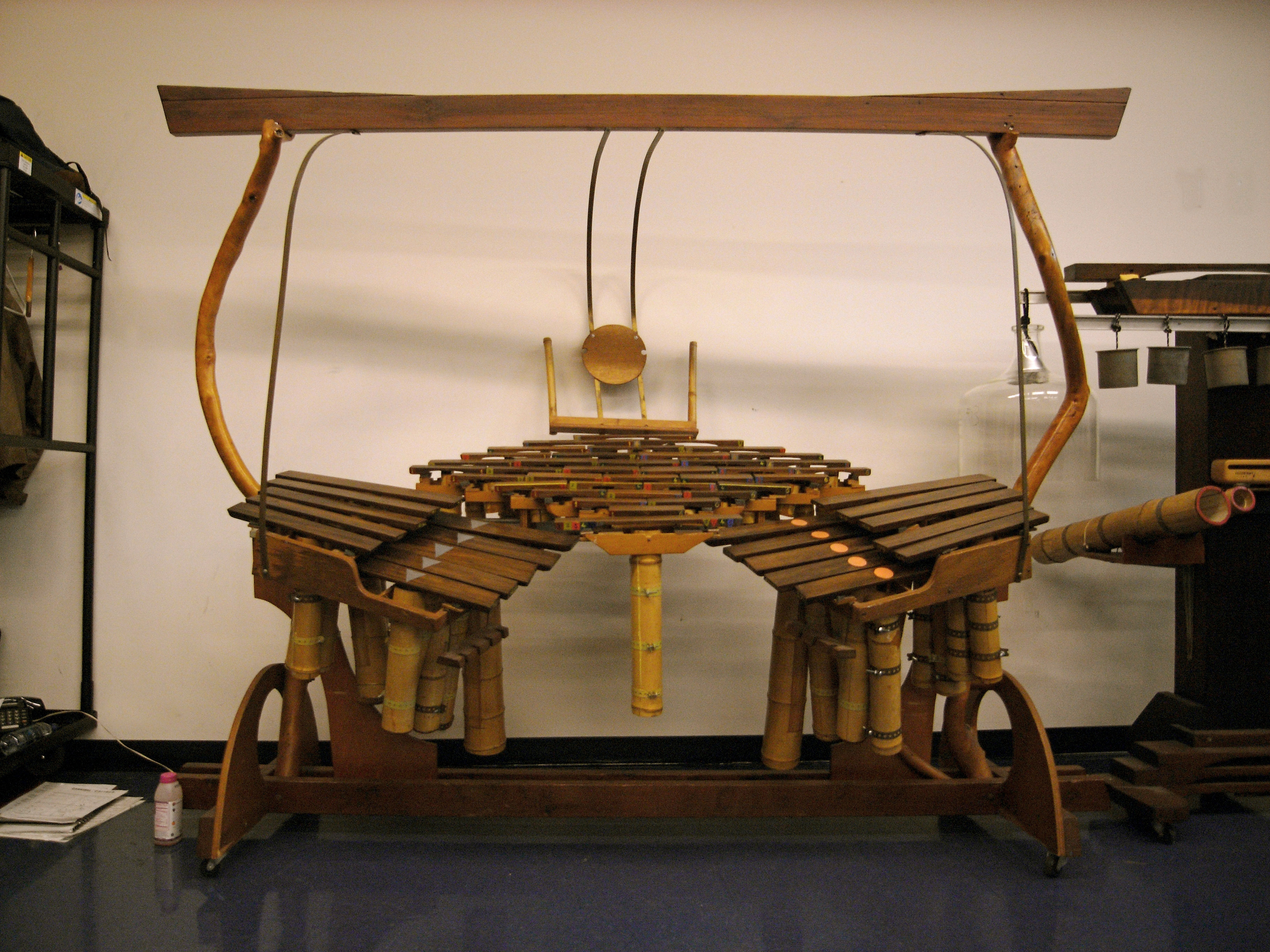
Quadrangularus Reversum, Harry Partch

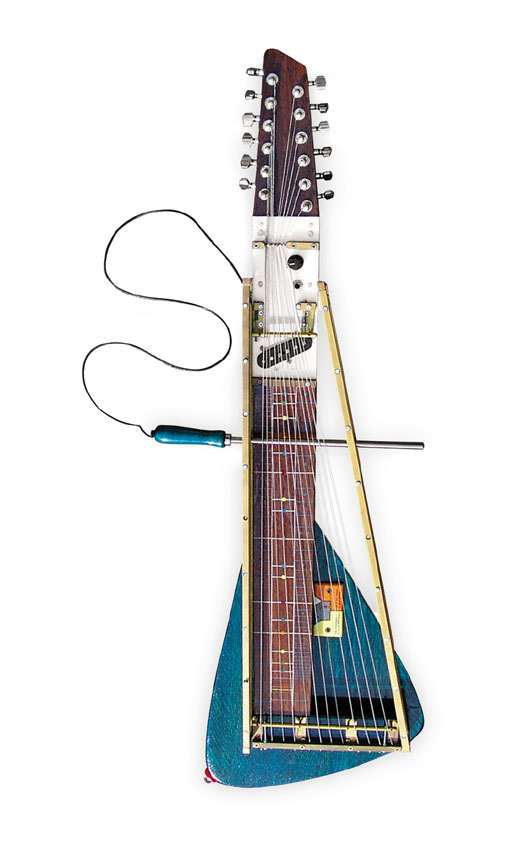
Moodswinger

Muzyka mikrotonowa – muzyka oparta na mikrotonach, czyli interwałach muzycznych mniejszych od półtonu (w praktyce na skali innej niż dwunastostopniowa skala chromatyczna typowa dla klasycznej muzyki europejskiej). W muzyce mikrotonowej oktawa dzielona jest, w zależności od przyjętej konwencji, na większą lub mniejszą liczbę równych lub nierównych interwałów. Jednym z przykładów muzyki mikrotonowej jest muzyka oparta na ćwierćtonach. Oktawa może być podzielona na 13, 19, 22, 31, 53, 72 interwały itd. Każda skala ma swoje indywidualne zależności toniczne, typowe dla instrumentu i swoich oddanych zwolenników. Lista współczesnych kompozytorów mikrotonowych obejmuje setki nazwisk, lecz ich muzyka nie wychodzi poza wąskie grono fanów.
Muzyka mikrotonowa jest charakterystyczna dla muzyki wschodu; w Europie znana już od mniej więcej XVIII wieku, lecz powszechnie używana dopiero w modernizmie.
Przykładowym utworem mikrotonowym jest Monodies en quarts de ton, II/15 (Pierre Boulez).